# Vislanka
Vislanka (allemand : Wüstfelde ) est un village de Slovaquie situé dans la région de Prešov.

## Histoire
Première mention écrite du village en 1773.

## Démographie

### Évolution de la population
| Année:               | 1994. | 2004.   | 2014.   | 2024.   |
| -------------------- | ----- | ------- | ------- | ------- |
| Nombre de personnes: | 302   | 282     | 262     | 258     |
| Différence:          |       | -6,62 % | -7,09 % | -1,52 % |

| Année:               | 2023. | 2024.   |
| -------------------- | ----- | ------- |
| Nombre de personnes: | 261   | 258     |
| Différence:          |       | -1,14 % |